# Rabana-Merculi
Rabana-Merculi (Rabana-Merquly) é um conjunto de sítios arqueológicos na província de Suleimânia, região do Curdistão, Iraque. Consiste em pelo menos dois assentamentos fortificados separados, Rabana e Merculi, e pelo menos dois relevos rochosos, provavelmente todos datando do período Parta Médio (c. 50–150). A fortaleza da montanha foi um dos principais centros regionais do Império Parta.
Os arqueólogos sugerem que o local poderia ser a cidade perdida de Natúnia, também chamada Natunissarocerta, cuja existência só era conhecida por várias moedas datadas do século I a.C.

## Localização
A fortaleza de Rabana-Merculi está localizada nos flancos sudoeste do Monte Piramagrum, perto da aldeia de Carachatã, nas montanhas Zagros, no Curdistão iraquiano. O local tem vista para a planície de inundação do rio Charmaga, um importante afluente da margem esquerda do rio Pequeno Zabe, conhecido na Antiguidade por seu nome grego de Capro.